# Freddy Koch
Freddy Koch, född 21 mars 1916, död 10 augusti 1980, var en dansk skådespelare.

## Roller i urval
- 1945 – Den röda jorden
- 1949 – For frihed og ret
- 1957 – Ingen tid til kærtegn
- 1961 – Gøngehøvdingen
- 1965 – Slå först Freddie!
- 1966 – Huka dej, Fred – dom laddar om!
- 1971 – Ballade på Christianshavn
- 1974 – Olsen-bandens sidste bedrifter
- 1975 – Olsenbandens sista bedrifter
- 1976 – Dynamitgubbarna